# 전국환
전국환(全國煥, 1952년 7월 21일 ~ )은 대한민국의 배우이다.

## 학력
- 1968년 ~ 1971년 조선대학교 부속고등학교

## 경력
- 1973년 극단 중앙 단원
- 1978년 극단 신협 단원
- 1981년 국립극단 단원

## 출연 작품

### 드라마
- 1982년 MBC 농촌드라마 《전원일기》
- 1984년 MBC 반공드라마 《동토의 왕국》- 김원조의 처남 역
- 1985년 KBS1 6.25 특집드라마 《광장》- 경찰 역
- 1985년 KBS1 국군의 날 특집드라마 《전웅실록:오성장군 김홍일》- 시흥전투지구사령부 장병 역
- 1986년 MBC 반공드라마 《북으로 간 여배우》- 주영섭 역
- 1986년 MBC 대하드라마 《조선왕조 500년 - 회천문》- 기준격 역
- 1986년 MBC 6.25 특집드라마 《일부변경선》- 옥암 역
- 1986년 MBC 대하드라마 《조선왕조 500년 - 남한산성》- 조시준,밀무역꾼 역(1인 2역)
- 1988년 MBC 대하드라마 《조선왕조 500년 - 인현왕후》 - 정원로 역
- 1989년 KBS1 3.1절 특집극 《조명하》- 형무소 간부 역
- 1989년 MBC 대하드라마 《조선왕조 500년 - 파문》- 정약용 역
- 1995년 KBS1 대하드라마 《김구》- 박찬익 역
- 1995년 MBC 정치드라마 《제4공화국》 - 김경재, 김교련 역
- 2008년 MBC 월화드라마 《에덴의 동쪽》 - 김주선 역
- 2010년 SBS 드라마스페셜 《나쁜 남자》 - 홍회장 역
- 2010년 SBS 수목드라마 《아테나: 전쟁의 여신》 - 한정필 역
- 2011년 SBS 수목드라마 《마이더스》 - 한진수 역
- 2011년 SBS 월화드라마 《무사 백동수》 - 영조 역
- 2011년 채널CGV 드라마 《소녀 K》 - 권도환 역
- 2011년 MBC 월화드라마 《빛과 그림자》 - 기태 부, 강만식 역
- 2012년 MBC 수목드라마 《더킹 투하츠》 - 현명호 역
- 2012년 SBS 아침연속극 《내 인생의 단비》 - 류태섭 역
- 2012년 SBS 월화드라마 《추적자 THE CHASER》 - 장병호 역
- 2012년 KBS2 수목드라마 《각시탈》 - 우에노 히데키 역
- 2012년 SBS 주말드라마 《다섯 손가락》 - 하윤모 역
- 2012년 SBS 월화드라마 《드라마의 제왕》 - SBC 방송국 사장 역 (특별출연)
- 2013년 tvN 수목드라마 《나인: 아홉 번의 시간여행》 - 1992년 박천수 역
- 2013년 KBS2 수목드라마 《천명: 조선판 도망자 이야기》 - 김치용 역
- 2013년 SBS 특집드라마 《사건번호 113》 - 장종범 역
- 2013년 MBC 월화드라마 《기황후》 - 연철 역
- 2014년 SBS 월화드라마 《닥터 이방인》 - 오준규 역
- 2014년 SBS 수목드라마 《비밀의 문》 - 이종성 역
- 2014년 MBC 수목드라마 《미스터 백》 - 최영달 역
- 2014년 SBS 일일연속극 《달려라 장미》 - 황회장 역
- 2015년 MBC 수목드라마 《앵그리맘》 - 박진호 역
- 2015년 SBS 수목드라마 《가면》 - 최두현 회장 역
- 2015년 SBS 수목드라마 《용팔이》 - 한회장 역
- 2015년 SBS 월화드라마 《육룡이 나르샤》 - 최영 역
- 2016년 tvN 월화드라마 《피리부는 사나이》 - 서건일 회장 역
- 2016년 MBC 수목드라마 《굿바이 미스터 블랙》 - 백은도 (조성배) 역
- 2016년 SBS 월화드라마 《닥터스》 - 진성종 역
- 2016년 SBS 주말드라마 《우리 갑순이》 여봉 역
- 2016년 MBC 월화드라마 《불야성》 - 손의성 역
- 2017년 SBS 월화드라마 《귓속말》 - 장현국 역
- 2017년 JTBC 금토드라마 《맨투맨》 - 모병도 역
- 2017년 SBS 수목드라마 《다시 만난 세계》 - 하도권 역
- 2017년 SBS 수목드라마 《당신이 잠든 사이에》 - 유만호 역
- 2017년 SBS 월화드라마 《의문의 일승》 - 이광호 역
- 2018년 JTBC 금토드라마 《미스티》 - 강태욱의 아버지 역
- 2018년 tvN 수목드라마 《나의 아저씨》 - 왕전무 역
- 2018년 tvN 토일드라마 《무법 변호사》 - 당대표 역
- 2018년 MBC 월화드라마 《검법남녀》 - 오필중 역
- 2018년 tvN 금요드라마《빅 포레스트》 - 김용 역
- 2019년 JTBC 금토드라마 《리갈 하이》 - 성회장 역
- 2019년 MBC 월화드라마 《특별근로감독관 조장풍》 - 양인태 역
- 2019년 SBS 금토드라마 《녹두꽃》 - 흥선대원군 이하응 역
- 2019년 MBN/iHQ DRAMA 수목드라마 《우아한 가》 - 모왕표 역
- 2019년 SBS 금토드라마 《스토브리그》 - 권일도 역
- 2019년 tvN 토일드라마 《사랑의 불시착》 - 리충렬 역
- 2020년 넷플릭스 《보건교사 안은영》 - 홍진범 역
- 2021년 JTBC 월화드라마 《선배 그 립스틱 바르지 마요》 - 이 회장 역
- 2021년 JTBC 수목드라마 《시지프스 : the myth》 - 김한용 역
- 2021년 SBS 월화드라마 《홍천기》 - 영종 역 (특별출연)
- 2021년 SBS 금토드라마 《원 더 우먼》 - 한영식 역
- 2022년 SBS 금토드라마 《어게인 마이 라이프》 - 김건영 역
- 2022년 tvN 수목드라마 《이브》 - 한판로 역
- 2022년 MBC 금토드라마 《빅마우스》 - 강성근 역
- 2022년 KBS2 월화드라마 《법대로 사랑하라》- 이병옥 역
- 2022년 SBS 금토드라마 《소방서 옆 경찰서》- 마중도 역
- 2022년 TVING 오리지널 드라마 《아일랜드》
- 2023년 JTBC 토일드라마 《대행사》 - 강근철 역
- 2023년 SBS 금토드라마 《소방서 옆 경찰서 그리고 국과수》 - 마중도 역
- 2024년 Disney+ 오리지널 드라마 《지배종》 - 이문규 역
- 2024~2025년 JTBC 토일드라마 《옥씨부인전》 - 관찰사 역 (특별출연)
- 2025년 tvN 월화드라마 《신사장 프로젝트》 - 박명진 역

### 영화
- 2003년 《4인용 식탁》 - 변호사 역
- 2003년 《낭만자객》 - 청 대사 역
- 2004년 《가족》 - 만식 역
- 2004년 《분신사바》 - 한상도 역
- 2005년 《파송송 계란탁》 - 남원병원 의사 역
- 2005년 《달콤한 인생》 - 백 회장 역
- 2005년 《활》 - 대학생 아버지 역
- 2005년 《간 큰 가족》 - 출연
- 2005년 《외출》 - 수진 부 역
- 2007년 《쏜다》 - 만수 부 역
- 2007년 《두 사람이다》 - 지선 부 역
- 2007년 《마이 파더》 - 출연
- 2007년 《어깨너머의 연인》 - 영후 장인 역
- 2007년 《식객》 - 대령숙수 역
- 2007년 《스카우트》 - 세영 부 역
- 2007년 《우리동네》 - 중학교 교장 역
- 2008년 《미인도》 - 당상관 역
- 2009년 《작전》 - 마산 창투 역
- 2009년 《굿모닝 프레지던트》 - 의원 1 역
- 2010년 《의형제》 - 그림자 역
- 2010년 《악마를 보았다》 - 장 반장 역
- 2010년 《방가? 방가!》 - 황 사장역
- 2010년 《소와 함께 여행하는 법》 - 선호 부친 역
- 2011년 《아테나: 더 무비》
- 2011년 《글러브》 - 구단장 역
- 2011년 《아이들》 - 차교수 역
- 2011년 《혈투》 - 당수 역
- 2011년 《고지전》 - 연대장 역
- 2011년 《미안해, 고마워》 - <고양이 키스> 아버지 역
- 2011년 《퀵》 - 아이까와 마사아끼 역
- 2011년 《아테나: 더 무비》 - 한정필 역
- 2011년 《도가니》 - 황 변호사 역
- 2012년 《연가시》 - 총리 역
- 2012년 《회사원》 - 전대표 역
- 2013년 《응징자》 - 창식 부 역
- 2013년 《창수》 - 지성파회장 역
- 2014년 《나의 독재자》 - 대통령 역
- 2015년 《손님》 - 노인 역
- 2016년 《로봇, 소리》 - 고 사장 역
- 2017년 《공조》 - 원형술 역
- 2018년 《암수살인》 - 형민 아버지 역
- 2021년 《방법: 재차의》 - 변승일 역
- 2022년 《공조 2: 인터내셔날》 - 원형술 역

### 연극
- 《고도를 기다리며》 - 포조 역
- 《카페 신파》
- 《아Q정전》
- 《천년보다 깊은》
- 《혼수 없는 여자》

### 라디오
- 2016년 EBS FM 《EBS 책 읽는 라디오 낭독 시리즈》

### 광고
- 2021년 넥슨 던전앤파이터 - 출동! 아라드 레인저! 편 (With 조우진)

## 수상
- 1981년 제17회 한국연극영화예술상 신인상
- 2007년 제8회 김동훈 연극상
- 2014년 대한민국 대중문화예술상 국무총리 표창

## 가족 관계
- 아들 : 전재홍 (1981년 9월 6일 ~ )